# Monestir de Sant Quirze de Colera
Monestir de Sant Quirze de Colera – klasztor benedyktynów, który znajduje się w gminie Rabós, w comarce Alt Empordà, w Katalonii, znany od IX wieku naszej ery.